# Rue Labouchère
La rue Labouchère est une voie de Nantes, en France.

## Situation et accès
Située dans le quartier Malakoff - Saint-Donatien, la rue Labouchère, qui relie la rue Gambetta à la rue Maréchal-Joffre, est bitumée et ouverte à la circulation automobile.

## Origine du nom
Elle rend hommage à Pierre-Antoine Labouchère, peintre, aquarelliste, lithographe, marchand d'art et collectionneur français né à Nantes,.

## Historique
D'après Édouard Pied, elle porta les noms de « rue Traversière », avant d'être baptisée « rue de la Visitation », « rue Rollin » puis « rue Labouchère » depuis 1899.